# Dad and the Girls
Pour plus de détails, voir Fiche technique et Distribution.
Dad and the Girls (littéralement : Papa et les filles) est un film muet américain réalisé par Frank Cooley, sorti en 1914.

## Fiche technique
- Titre : Dad and the Girls
- Réalisation : Frank Cooley
- Scénario :
- Producteur :
- Société de production : American Film Manufacturing Company
- Société de distribution : Mutual Film
- Pays de production :  États-Unis
- Langue : film muet avec les intertitres en anglais
- Métrage : 300 m
- Format : Noir et blanc — 35 mm — 1,33:1 — Muet
- Genre : Comédie
- Durée : 10 minutes
- Date de sortie : 
  - États-Unis : 20 octobre 1914

## Distribution
- Joe Harris : Frank Madden
- Afton Minear : Grace Paxton, la fiancée de Frank
- Fred Gamble : M. Madden, le père de Frank
- Emma Kluge : Mme Madden, la mère de Frank
- Gladys Kingsbury : la première sténo-dactylo
- Mary Scott : la nouvelle sténo-dactylo